# 7,62 ITKK 31 VKT
7,62 ItKk 31 VKT — финская зенитная пулемётная установка калибра 7,62 мм, применявшаяся финской армией во Второй мировой войне. Разработана известным финским оружейником Аймо Лахти. В период с 1933 по 1944 год изготовлено 507 экземпляров установки в двух модификациях — базовый вариант 7,62 ItKk/31 VKT и модернизированный вариант 7,62 ItKk/31-40 VKT.

## История создания
В 1920-х годах Финляндия была молодым государством, лишь недавно добившимся независимости. Большая часть вооружения финской армии досталась ей от царской армии, в том числе и небольшое количество устаревшего зенитного оружия. Для улучшения положения с зенитным вооружением финны решили разработать специализированные зенитные пулемёты, поскольку имевшиеся у них станковые пулемёты Максима не годились в качестве зенитных. План предусматривал изготовление в 1930—1934 годах 125 крупнокалиберных 13,2-мм пулемётов и 125 пулемётов калибра 7,62 мм. Разработку нового оружия поручили Аймо Лахти.

## 7,62 ItKk/31 VKT

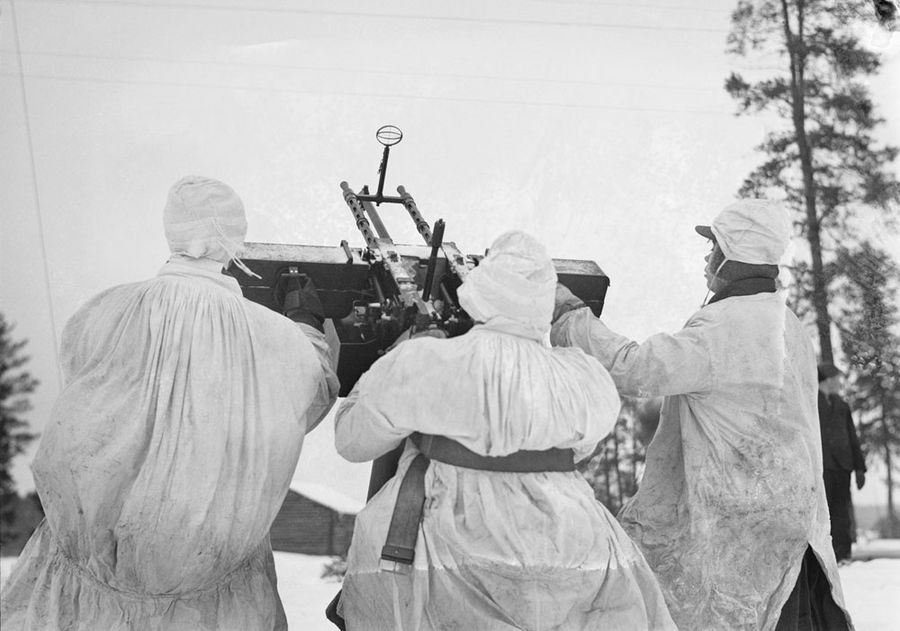
Расчёт зенитного пулемёта образца 1931 года на учениях в Карелии. 1937 год

Прототип зенитной установки калибра 7,62 мм был создан в 1931 году и принят на вооружение под обозначением 7,62 mm kaksoisilmatorjuntakonekivääri m 31 или 7,62 ItKk 31 («7,62-мм спаренный зенитный пулемёт образца 1931 года»). Заказ на изготовление 130 установок был передан Государственному оружейному заводу (Valtion Kivääritehdas, VKT) в 1933 году. 22 июня 1934 года первые установки были переданы вооружённым силам. В 1940 году были изготовлены ещё 10 штук. Общее количество произведённых установок этой модели составило 140 штук.
Конструктивно установка 7,62 ItKk/31 VKT представляла спарку пулемётов Максима с увеличенным темпом стрельбы и заменой тканевой патронной ленты на металлическую звеньевую ленту общей ёмкостью 250 патронов. Благодаря этим усовершенствованиям скорострельность финской зенитной установки составляла 900 выстрелов в минуту на один ствол. Ещё одним отличием от «максимов» стала система охлаждения стволов: воздушное вместо водяного. Кожух охлаждения ствола конструктивно напоминал кожух более ранней разработки Лахти — ручного пулемёта Лахти-Салоранта М-26.
Пулемёты устанавливались спаренно, патронные ящики находились справа и слева от спарки. Снизу под спаркой размещались два короба для сбора звеньев патронных лент и стреляных гильз.
Основанием для пулемётов служила массивная тумбовая установка конической формы образца 1931 года (M/31) высотой 135 см.
7,62 ItKk/31 VKT обслуживал пулемётный расчёт из шести человек:
- командир расчёта,
- наводчик пулемёта,
- два заряжающих,
- два подносчика патронов.

## 7,62 ItKk/31-40 VKT
Уже в 1930-х годах эксплуатация зенитных установок 7,62 ItKk/31 VKT выявила их недостатки. Так, при стрельбе стволы «уводило» вверх, что ухудшало точность. Во время Советско-финской войны проявились и другие недостатки: установка из-за тяжести оказалась неудобной для перемещения в боевых условиях, а калибр оружия уже не был достаточным для борьбы с самолётами. Последний недостаток усугублялся тем, что разработка зенитного пулемёта калибра 13,2 мм не продвинулась дальше создания прототипа и вскоре работы по нему были остановлены. Проблема недостаточности калибра не могла быть решена в тех условиях, однако конструкцию пулемёта всё же можно было усовершенствовать.
Главные улучшения, внедрённые в конструкцию:
- Тяжёлый ствол,
- Более массивный кожух ствола с большим количеством отверстий для циркуляции воздуха,
- Конический дульный тормоз, отводящий пороховые газы вверх,
- Новый прицел,
- Треножная установка вместо тумбовой.

17 марта 1941 года заводу VKT были заказаны 240 установок новой модификации, ещё 82 должны были быть поставлены позднее. Производство было отложено из-за вступления Финляндии в войну против СССР. Завод приступил к производству только в 1943 году. Всего изготовили 367 зенитных установок, из них большую часть — в 1944 году. Часть установок была готова только после завершения войны. Некоторые установки образца 1931 года были приведены к новому стандарту в ходе ремонта.

## Служба
7,62 ItKk/31 VKT и 7,62 ItKk/31-40 VKT в годы Второй мировой войны являлись самыми распространёнными зенитными пулемётами финской армии. Они состояли на вооружении пулемётных взводов и рот, позднее их использовали в качестве средств ближней ПВО зенитных батарей. После окончания войны и вплоть до 1960-х годов спаренные пулемёты использовали в качестве учебных. Установки хранились на военных складах финской армии вплоть до 1986 года, когда их признали устаревшими. На момент снятия с вооружения на складах хранились 467 спаренных пулемётов, в том числе — 41 установка образца 1931 года. После снятия с вооружения часть установок была передана в музеи, оставшиеся были утилизированы.